# Łobzów
Łobzów – wieś w Polsce położona w województwie małopolskim, w powiecie olkuskim, w gminie Wolbrom.
| SIMC    | Nazwa               | Rodzaj    |
| ------- | ------------------- | --------- |
| 0224449 | Kolonia Kąpielowska | część wsi |
| 0224455 | Mamlochy            | część wsi |
| 0224461 | Rozdarta Wrona      | część wsi |
| 0224478 | Sieradzkie          | część wsi |
| 0224484 | Stara Wieś          | część wsi |
| 0224490 | Zaogrodzie          | część wsi |
| 0224495 | Kolonia 5           | część wsi |

W latach 1975–1998 miejscowość administracyjnie należała do województwa katowickiego.
Osoby związane z Łobzowem
- Jan Trzaska – uczestnik kampanii wrześniowej, członek ZWZ, żołnierz Gwardii Ludowej, dowódca oddziału Armii Ludowej, autor książki pt. „Partyzanckie ścieżki”.